# Tomáš Kříž
Tomáš Kříž (né le 17 mars 1959 à Prague à l'époque en Tchécoslovaquie et aujourd'hui en République tchèque) est un joueur de football tchèque (international tchécoslovaque) qui évoluait au poste d'attaquant.

## Biographie

### Carrière en club
Tomáš Kříž évolue en Tchécoslovaquie et en Allemagne.
Il joue pendant treize saisons en faveur du Dukla Prague. Il dispute avec cette équipe plus de 200 matchs en première division tchécoslovaque. Il remporte avec le Dukla Prague trois titres de champion de Tchécoslovaquie, et trois Coupes de Tchécoslovaquie.
Il joue également en deuxième division allemande avec le club du SV Darmstadt, disputant 15 matchs et marquant un but.
Avec le Dukla Prague, il participe aux compétitions européennes, disputant 4 matchs en Coupe d'Europe des clubs champions, 8 matchs en Coupe de l'UEFA, et 14 matchs en Coupe des coupes. Il inscrit deux buts en Coupe des coupes, contre Manchester United en septembre 1983, puis contre le Dynamo Kiev en avril 1986. Il est demi-finaliste de cette compétition en 1986.

### Carrière en sélection
Avec les espoirs, il participe au championnat d'Europe espoirs en 1980. Il joue à cet effet deux matchs contre la Yougoslavie comptant pour les quarts de finale.
Tomáš Kříž reçoit 10 sélections en équipe de Tchécoslovaquie entre 1981 et 1986, sans inscrire de but.
Il joue son premier match en équipe nationale le 28 octobre 1981, contre l'Union soviétique (défaite 2-0 à Tbilissi). Ce match rentre dans le cadre des éliminatoires du mondial 1982.
Il figure dans le groupe des sélectionnés lors de la Coupe du monde de 1982. Lors du mondial organisé en Espagne, il joue deux matchs : contre le Koweït, et la France.
Il reçoit sa dernière sélection avec la Tchécoslovaquie le 10 août 1986, en amical contre l'Australie (victoire 0-3 à Sydney).

## Palmarès
Dukla Prague
- Championnat de Tchécoslovaquie (3) :
  - Champion : 1976-77, 1978-79 et 1981-82.
  - Vice-champion : 1977-78, 1980-81, 1983-84 et 1987-88.

- Coupe de Tchécoslovaquie (3) :
  - Vainqueur : 1980-81, 1982-83 et 1984-85.